# 口と足で描く芸術家協会
口と足で描く芸術家協会 (くちとあしでえがくげいじゅつかきょうかい、ドイツ語: Vereinigung der Mund-und Fussmalenden Kunstler in Aller Welt、英語: Association of Mouth and Foot Painting Artists of the World) は、手の使えない人々の世界的な団体。1956年に設立された。
病気や事故により両手が全く使えない、寝たきりや車椅子の生活を送る身体障害者が参加し、手のかわりに口や足を使って描いた絵を販売している。絵の売り上げは障害者自身が管理し、下記のことに利用される。
- 障害者への一生の生活費
- 障害を持つ青少年が学び訓練するための毎月の奨学金
- 原画展覧会、広報活動費
- 重症障害者への特別援助など

## 組織・構成

### 組織
協会には以下の組織がある。
- 理事会
- 代表者会議
- 総会
- 審査委員会
- 経営委員会
- 監査機関

### 会長
協会の歴代会長は下記の通り。
1. A.E.シュテッグマン - ドイツ、協会創立者
2. M.トバエ - スイス、在任期間1985年 - 2001年
3. E.ボナミニ - イタリア、在任期間2002年 - 2012年
4. S.モーデー - フランス、現職

### 構成
協会の構成は下記の通り。
- 会員
- 準会員
- 奨学金給費生

活動中の芸術家は世界で約800人。日本では21人が活動中で、うち会員は水村喜一郎・木村浩子・森田真千子・南栄一の4人である（2018年現在）。

## 日本での活動
日本では1961年（昭和36年）に活動を開始した。日本における当初の協会名は「世界身体障害芸術家協会」で、日本初の会員である大石順教が命名した。